# Camposanto
Camposanto (Campsànt in dialetto modenese, Campsènt nella variante locale) è un comune italiano di 3 344 abitanti della provincia di Modena in Emilia-Romagna. Situato a nord-est del capoluogo, fa parte dell'Unione dei Comuni Modenesi Area Nord.

## Geografia fisica

### Territorio
Il territorio di Camposanto appartiene alla bassa pianura modenese, ed è pianeggiante. Confina a nord con San Felice sul Panaro e Medolla, a est con Finale Emilia, a sud con Crevalcore, Ravarino e Bomporto, ad ovest con San Prospero.

### Clima
Secondo la stazione meteorologica di Modena Camposanto, che si trova in zona temperata, ha il tipico clima continentale della pianura padana e delle medie latitudini. L'inverno è moderatamente rigido, poco piovoso e con giornate di nebbia, l'estate è calda e afosa nei mesi di luglio e agosto, con temperature che possono salire oltre i 35º e con precipitazioni a carattere temporalesco. Primavera e autunno sono generalmente piovosi, con temperature più miti e più umidità.
- Classificazione climatica dei comuni italiani: zona E[5]
- Classificazione climatica dei comuni italiani: zona 3.[5]

## Origini del nome
La prima citazione ufficiale conosciuta del toponimo (Campus Sanctus) risale al 1445. Al contrario rispetto a quanto vorrebbe un'inveterata quanto errata credenza, l'origine del nome non ha a che fare con eventi drammatici o con luoghi di sepoltura. In mancanza di ulteriori elementi probanti si deve accettare l'ipotesi più
plausibile: cioè la correlazione del nome del paese con quello dei Santi, nobile famiglia ferrarese che, sul finire del secolo XIV, ottenne dagli Este (Signori di Modena e Ferrara) vaste investiture di terreno nel modenese.

## Storia
La posizione sul Panaro assegnò a Camposanto un ruolo strategico quando papato e impero cercarono, in occasione della guerra di Parma, tra l'estate del 1551 e la primavera del 1552, di eliminare il fastidioso contrafforte alle proprie spalle costituito da Mirandola, che grazie alle formidabili fortificazioni realizzate da Galeotto Pico con il denaro assicurato da Francesco di Francia e da suo figlio Enrico resistette a forze dieci volte superiori fino all'uccisione del nipote del papa, che convinse il vecchio Giulio III ad abbandonare l'impresa. I rifornimenti per il grande esercito acquartierato tra forti e trincee venivano da Crevalcore e San Giovanni in Persiceto passando su ponti tra Camposanto e Solara.

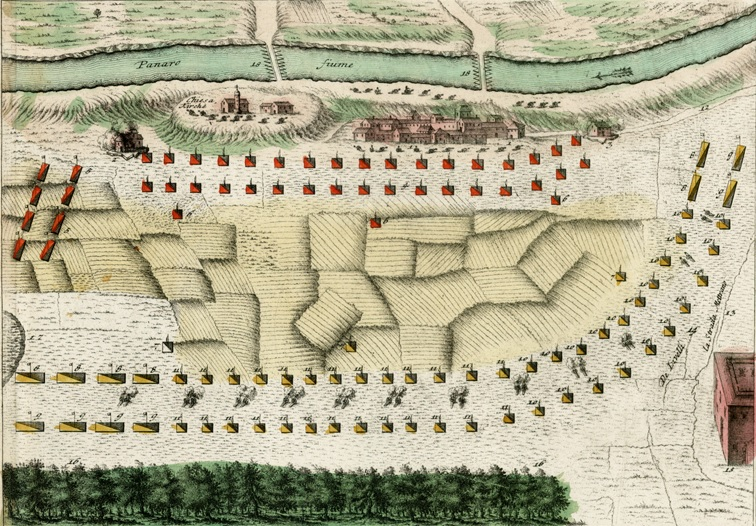
Battaglia di Camposanto del 1743

Camposanto fu teatro poi di una battaglia (8 febbraio 1743), che si svolse nel contesto della Guerra di successione austriaca, fra l'esercito spagnolo, agli ordini del generale J.B. Gages, e l'esercito austro-piemontese, comandato dal feldmaresciallo austriaco Otto Ferdinando von Traun. La battaglia, piuttosto aspra, si concluse con la ritirata delle truppe spagnole sconfitte.
Nel 1866 cedette la frazione di Solara al comune di Bomporto.
Camposanto è stato colpito dai terremoti dell'Emilia del 2012, in particolare dai sismi del 20 e del 29 maggio 2012, che hanno comportato numerose lesioni alle costruzioni più antiche e crolli nelle campagne, con seri danni all'attività agricola. Il 27 gennaio 2013, in occasione della Giornata della memoria, il sindaco del paese Antonella Baldini è stata ricoverata in ospedale dopo essere stata colpita al volto da un uovo scagliato durante una contestazione al Presidente del Consiglio Mario Monti, che si era recato nella vicina Mirandola in ricordo delle vittime del terremoto.
A Camposanto nel 1851 è nato Angelo Pezzaglia, capocomico e attore di teatro e di cinema muto.

### Simboli
Lo stemma è stato concesso con regio decreto del 23 agosto 1868.
Il Comune utilizza invece lo stemma descritto nello statuto comunale che riporta una blasonatura del 1871 relativa alla figura ripresa dalla Carta degli Stati Estensi (Andrea Bolzoni, Ferrara, 1746): d'argento, alla croce patente scorciata di rosso; al capo dello stesso, caricato di due spade d'argento, manicate d'oro, poste in croce di Sant'Andrea.
Le spade incrociate alludono alla battaglia che ebbe luogo nel 1743 nei pressi di Camposanto.
Il gonfalone, concesso con DPR del 19 febbraio 1934, è un drappo di azzurro.

## Monumenti e luoghi d'interesse

### Architetture religiose
- Chiesa di San Nicolò di Bari, parrocchiale.
- Chiesa di San Girolamo Dottore, nella frazione di Cadecoppi.
- Oratorio della Beata Vergine del Bosco, posto sulla strada per Cavezzo.
- Oratorio dello Sposalizio di Maria, nella frazione di Gorzano.

### Altro
- Acetaia Comunale situata all'interno della Torre Ferraresi.

## Società

### Evoluzione demografica
Abitanti censiti

### Etnie e minoranze straniere
Gli stranieri residenti nel comune sono 504, ovvero il 15,7% della popolazione. Di seguito sono riportati i gruppi più consistenti:
1. Marocco, 211
2. Turchia, 93
3. India, 24
4. Cina, 24
5. Romania, 22

### Lingua e dialetti
Oltre alla lingua italiana, a Camposanto è utilizzato il locale camposantese, una variante dell'emiliano.

## Cultura

### Musica
Dal 2007 è attiva sul territorio la Corale Sant'Eurosia che prende il nome dalla compatrona del paese Sant'Eurosia di Jaca. Composta da circa 22 cantori d'ambo i sessi, la corale ha sede presso la Parrocchia di San Nicola di Bari ed è stata fondata dall'attuale direttore musicale Lorenzo Barbieri. Il proprio repertorio comprende il Gregoriano, la Polifonia sacra e profana, brani popolari e operistici. 

## Geografia antropica

### Frazioni
Cadecoppi
Nella frazione di Cadecoppi è presente un cimitero e la chiesa di San Girolamo, costruita durante il Basso Medioevo. Uno dei quadri presenti nella chiesa è stato dipinto da Adeodato Malatesta, famoso pittore modenese vissuto tra il 1806 e il 1891.

## Infrastrutture e trasporti
Il paese è servito dalla stazione di Camposanto sulla ferrovia Bologna-Verona della Rete Ferroviaria Italiana e le imprese ferroviarie che effettuano il servizio sono Trenitalia e Ferrovie Emilia Romagna. Sino al 1964 era presente la stazione di Solara-Camposanto sulla ferrovia Modena-Mirandola, poi smantellata.
Inoltre, sottostante alla stazione di Camposanto è possibile trovare la Ciclovia del Sole che è un importante percorso ciclabile situato in Italia, che si sviluppa lungo l'ex percorso ferroviario Bologna-Verona, tra Mirandola (frazione di Tramuschio) e Sala Bolognese (località Osteria Nuova). Questo tratto, lungo 46 chilometri, è stato completato in due anni dalla Città metropolitana di Bologna, con un investimento di 5 milioni di euro. I fondi sono stati forniti dal Ministero dell'Ambiente, e Rete Ferroviaria Italiana (Gruppo FS) ha concesso l'uso del tracciato. Questa iniziativa ha coinvolto vari enti territoriali e associazioni locali.
Il nuovo segmento della pista ciclabile fa parte del più ampio itinerario europeo Eurovelo 7, che va da Capo Nord a Malta. Grazie a questo sviluppo, è ora possibile attraversare in bicicletta il tratto che collega Bolzano a Bologna, valorizzando così il turismo sostenibile e la mobilità ciclabile in tutta la regione.

## Amministrazione
| Periodo        | Periodo        | Primo cittadino   | Partito                         | Carica  | Note   |
| -------------- | -------------- | ----------------- | ------------------------------- | ------- | ------ |
| 25 maggio 2003 | 12 aprile 2008 | Mila Neri         | centro-sinistra                 | Sindaco | [ 20 ] |
| 13 aprile 2008 | 11 giugno 2018 | Antonella Baldini | centro-sinistra                 | Sindaco | [ 20 ] |
| 11 giugno 2018 | in carica      | Monja Zaniboni    | lista civica di centro-sinistra | Sindaco | [ 20 ] |

### Gemellaggi
- Bella

## Sport
Nel comune ha sede la società di calcio A.S.D. Virtus Camposanto, militante nel campionato di Promozione.